# Trywialność (matematyka)
Trywialność – cecha obiektów (np. grup, czy przestrzeni topologicznych) mających bardzo prostą strukturę; inne znaczenie odnosi się także do prostego aspektu technicznego dowodu lub definicji; oba znaczenia częstokroć opisuje się za pomocą przymiotnika trywialny, za jego synonim (choć niestosowany w matematyce) można uważać wyraz „banalny”.

## Trywialne obiekty i struktury
Niekiedy zdarza się, iż dla nie-matematyków tego rodzaju obiekty są trudniejsze do przedstawienia czy zrozumienia niż inne, bardziej złożone obiekty. Wśród przykładów można wymienić:
- zbiór pusty: zbiór nie zawierający elementów,
- grupa trywialna: grupa składająca się wyłącznie z elementu tożsamościowego,
- pierścień trywialny: pierścień określony na zbiorze jednoelementowym.

Wyraz „trywialny” odnosi się również do rozwiązań równań o bardzo prostej strukturze, ale ze względu na pełność wyniku nie mogą być pominięte; wspomniane rozwiązania nazywa się rozwiązaniami trywialnymi. Przykładowo równanie różniczkowe
{\displaystyle {\dot {y}}=y,}
gdzie {\displaystyle y=f(x)} jest funkcją o pochodnej {\displaystyle {\dot {y}},} ma rozwiązanie trywialne
{\displaystyle y\equiv 0,}
funkcję tożsamościowo równą zeru, zaś jej nietrywialnym rozwiązaniem jest funkcja wykładnicza
{\displaystyle y(x)=e^{x}.}
Podobnie Wielkie twierdzenie Fermata formułuje się często tak, iż zapewnia ono, że nie istnieją nietrywialne rozwiązania równania {\displaystyle a^{n}+b^{n}=c^{n}} dla całkowitego {\displaystyle n>2.} Niewątpliwie istnieją pewne rozwiązania tego równania, np. {\displaystyle a=b=c=0} stanowi jego rozwiązanie dla dowolnego {\displaystyle n,} podobnie {\displaystyle a=c=1} oraz {\displaystyle b=0,} ale takie rozwiązania są oczywiste i mało interesujące, a przez to „trywialne”.

## Trywialność w rozumowaniu matematycznym
Wyraz „trywialny” może odnosić się również do łatwego przypadku dowodu, który nie może być zignorowany ze względu na jego zupełność. Przykładowo dowody wykorzystujące indukcję matematyczną dzielą się na dwie części: „przypadek początkowy”, który stanowi o prawdziwości twierdzenia dla pewnej określonej wartości początkowej, takiej jak np. {\displaystyle n=0,} czy {\displaystyle n=1} oraz na krok indukcyjny, który zapewnia, że o ile twierdzenie jest prawdziwe dla pewnej wartości {\displaystyle n,} to zachodzi ono również dla wartości {\displaystyle n+1.} Przypadek początkowy często jest trywialnym i tak też jest określany, choć są także przypadki, w których przypadek początkowy jest trudny, zaś krok indukcyjny – trywialny. Podobnie przy dowodzie posiadania danej własności przez wszystkie elementy określonego zbioru: główna część dowodu dotyczyć będzie przypadku niepustego zbioru i będzie badać elementy szczegółowo; w przypadku zbioru pustego własność posiadana jest przez wszystkie elementy zbioru (zob. dowód „w próżni”).
Popularnym żartem w społeczności matematycznej jest stwierdzenie, iż „trywialny” jest synonimem wyrazu „dowiedziony”, tzn. każde twierdzenie może być uważane za „trywialne”, o ile tylko wiadomo, że jest prawdziwe. Inny żart dotyczy matematyków rozprawiających o twierdzeniu: pierwszy mówi, że jest ono „trywialne”, w odpowiedzi na prośbę o wytłumaczenie drugiego przedstawia on dwudziestominutowy wywód, pod koniec którego drugi zgadza się, że twierdzenie rzeczywiście jest trywialne. Wspomniane dowcipy pokazują subiektywność sądów dotyczących trywialności. Osoby obeznane z analizą mogą, przykładowo, uważać twierdzenie, iż
{\displaystyle \int _{0}^{1}x^{2}\;\mathrm {d} x={\frac {1}{3}}}
za trywialne, jednak dla początkującego studenta analizy wcale nie musi ono być tak oczywiste.
Należy zauważyć, że trywialność zależy również od kontekstu: w dowodzie twierdzenia analizy funkcjonalnej może wystąpić założenie istnienia większej liczby od danej, jednakże dowody prostych wyników elementarnej teorii liczb mogą istotnie opierać się na fakcie, iż każda liczba naturalna ma następnik (co samo w sobie powinno być dowiedzione lub przyjęte jako aksjomat, zob. aksjomatyka Peana).